# Corey Seager
Corey Drew Seager (27 de abril de 1994) es un campocorto estadounidense de béisbol profesional que pertenece a los Texas Rangers. Anteriormente jugó para Los Angeles Dodgers de las Grandes Ligas, equipo con el que debutó en 2015. 
En la temporada 2016 ganó un Bate de Plata y fue elegido de forma unánime como el Novato del Año de la Liga Nacional. Es hermano del también beisbolista profesional Kyle Seager.

## Carrera profesional

### Ligas menores
Seager fue escogido en la primera ronda (18.ª selección global) del draft de 2012 por los Dodgers de Los Angeles. Inició su carrera profesional con los Ogden Raptors de la Pioneer League, donde tuvo promedio de bateo de .309 en 46 juegos en 2012. En 2013 jugó con los Great Lakes Loons de la Midwest League, y a partir del 3 de agosto con los Rancho Cucamonga Quakes de la California League de Clase A avanzada. En 2014, bateó para promedio de .352 con 18 jonrones y 70 carreras impulsadas con los Quakes, y fue invitado al Juego de Futuras Estrellas, después del cual fue promovido al equipo de Clase AA Chattanooga Lookouts.
Seager fue nombrado como el Jugador Más Valioso de la California League en 2014. Además, compartió con Joc Pederson el reconocimiento de Jugador del Año de las ligas menores de la organización de los Dodgers. En 2015, recibió una invitación a los entrenamientos primaverales, pero inició la temporada con los Tulsa Drillers de la Liga de Texas en Clase AA. El 1 de mayo de 2015, fue promovido a los Oklahoma City Dodgers de la Liga de la Costa del Pacífico de Clase AAA, donde bateó para .276 con 13 jonrones y 59 impulsadas en 104 juegos.

### Los Angeles Dodgers

#### 2015
El 3 de septiembre de 2015, Seager fue llamado a las mayores por los Dodgers, y debutó esa misma noche como campocorto titular ante los Padres de San Diego. Bateó para .337 en 27 juegos con los Dodgers, con cuatro jonrones y 17 impulsadas. Fue designado como el campocorto titular para el Juego 1 de la Serie Divisional de la Liga Nacional, superando a Jimmy Rollins, y convirtiéndose en el jugador de posición más joven en iniciar un juego de postemporada en la historia de la franquicia.

#### 2016
En 2016, Seager se convirtió en el campocorto titular del Día Inaugural más joven de los Dodgers desde Gene Mauch en 1944. Fue reconocido como el Novato del Mes de junio de la Liga Nacional, y fue seleccionado a su primer Juego de Estrellas. Finalizó su temporada de novato con promedio de .308, 26 jonrones y 72 impulsadas en 157 juegos.
En el Juego 1 de la Serie Divisional ante los Washington Nationals, conectó un jonrón en la primera entrada para convertirse en el jugador más joven de los Dodgers en conectar un jonrón en postemporada.
Al finalizar la temporada, fue premiado con el Bate de Plata en la posición de campocorto, y el 14 de noviembre fue elegido de forma unánime como el Novato del Año de la Liga Nacional.

#### 2017
En 2017, fue seleccionado a su segundo Juego de Estrellas de forma consecutiva. Luego de terminar la temporada con promedio de .295, 22 jonrones y 77 impulsadas, recibió su segundo Bate de Plata de forma consecutiva, el primer jugador de los Dodgers en lograrlo desde que Mike Piazza ganó cinco entre 1993-1997.

#### 2018
En 2018, Seager fue diagnosticado con una distensión en un ligamento del codo el 30 de abril, por lo que se sometió a una cirugía reconstructiva (cirugía Tommy John) y se perdió el resto de la temporada. Igualmente, el 7 de agosto se sometió a una cirugía en la cadera. En apenas 101 turnos al bate registró promedio de .267 con dos jonrones y 13 impulsadas.
Seager fue elegible para el arbitraje por primera vez durante la temporada baja 2018-2019, y aceptó un contrato de un año con los Dodgers por $4 millones.

#### 2019
Terminó la temporada regular de 2019 bateando .272/.335 .483 con 19 jonrones y 82 carreras anotadas, y a pesar de perderse un mes de juego por una lesión en el tendón de la corva izquierdo, estableció nuevos récords personales con 44 dobles (empatado en el liderato de la Liga Nacional) y 87 impulsadas.
En su segunda temporada elegible para arbitraje, Seager acordó con los Dodgers un contrato por un año y $7.6 millones. El 17 de agosto, Corey se enfrentó a su hermano, el tercera base de los Marineros de Seattle Kyle Seager, por primera vez en un juego de la MLB y ambos conectaron jonrones en el juego, convirtiéndose en la primera pareja de hermanos con jonrón en el mismo juego desde que César y Felipe Crespo lo hicieron el 7 de junio de 2001.

#### 2020
Seager completó la temporada regular de 2020 habiendo jugado en 51 de 60 juegos y bateando .307/.358/.585. Entre todos los bateadores calificados de los Dodgers, lideró al equipo en promedio de bateo, porcentaje de slugging, hits (65), dobles (12) y carreras impulsadas (41). Seager fue nombrado MVP de la Serie de Campeonato de la Liga Nacional, y luego fue nombrado MVP de la Serie Mundial de 2020, mientras llevaba a los Dodgers a su primer campeonato desde 1988. Entre la Serie de Campeonato de la Liga Nacional y la Serie Mundial, Seager bateó .347/.439/.816 con siete jonrones y 16 carreras impulsadas.
En su tercera y última temporada elegible para arbitraje, Seager acordó un contrato de un año y $ 13,75 millones con los Dodgers. Seager se fracturó la mano derecha cuando fue golpeado por un lanzamiento de Ross Detwiler de los Miami Marlins el 15 de mayo. El 26 de septiembre de 2021, Seager conectó el jonrón número 100 de su carrera ante Humberto Mejía de los Diamondbacks de Arizona. En la temporada bateó .306 con 16 jonrones y 57 carreras impulsadas. En la postemporada, estuvo sin hits en tres turnos al bate en el Wild Card Game , tuvo cinco hits en 21 turnos al bate (promedio de .238) en la NLDS de 2021 y tuvo cuatro hits en 24 turnos al bate (.167 ) con dos jonrones en el2021 NLCS.

### Texas Rangers
El 28 de noviembre de 2021, Seager y los Texas Rangers acordaron un contrato de $ 325 millones por 10 años.